# Konstantinovy Lázně
Konstantinovy Lázně là một làng thuộc huyện Tachov, vùng Plzeňský, Cộng hòa Séc.